# 張洪琰
張 洪琰（チャン・ホンヨム、朝鮮語: 장홍염、1910年11月25日 - 1990年11月5日）は、日本統治時代の朝鮮の独立運動家、大韓民国の政治家。制憲・第2代韓国国会議員。本貫は仁同張氏。
元大韓民国臨時政府外務部長の張柄俊、独立運動家で鉄道公務員の張柄祥は兄、元国会議員の朴敬錫は娘婿、元産業資源部長官・国会議員の張在植は甥、元女性家族部長官の張夏真、経済学者の張夏準、張夏成らは従孫（兄の張柄祥の孫）。

## 経歴
全羅南道新安郡の長山島または木浦出身。徽文高等普通学校（現・徽文高等学校）を5学年時に中退後、北京大学経済科修了。1929年に光州学生運動に参加し、1932年に北京で日本の警察に逮捕され、京城地方法院で保安法違反で懲役1年、執行猶予4年を宣告された。
満州の新興武官学校を経て、韓国光復軍において全南地区隊参謀長を務めた。1948年に韓国民主党から初代総選挙に立候補して当選、続いて民主国民党から第2代総選挙に立候補して当選した。
交通事故の後遺症により病院にて80（または81）歳で死去した。1993年に建国勲章愛族章が追叙された。2016年に故郷の長山島に胸像が設置された。